# Aythyini
Gli Aythyini (Delacour and Mayr, 1945) sono una tribù di uccelli della famiglia Anatidae. Sebbene questo gruppo sia cosmopolita, la maggior parte delle specie sono originarie dell'emisfero settentrionale.

## Biologia
Questi uccelli sono detti anche anatre tuffatrici perché si nutrono principalmente immergendosi, sebbene in verità le specie del genere Netta siano riluttanti a farlo e si nutrono in modo più simile alle anatre di superficie.
Sono anatre gregarie, che vivono soprattutto in acque dolci o negli estuari, sebbene la moretta grigia diventi marina durante gli inverni settentrionali. Sono volatrici resistenti; le loro ali strette necessitano di un battito più veloce di quello della maggior parte delle altre anatre e decollano con un po' di difficoltà. Le specie settentrionali tendono ad essere migratrici; le specie meridionali non migrano, sebbene la moretta australiana viaggi su lunghe distanze a seconda delle piogge. Le anatre tuffatrici non camminano bene sul suolo come le anatre di superficie; le loro zampe tendono ad essere situate piuttosto indietro rispetto al corpo, allo scopo di aiutare questi animali a spostarsi sott'acqua.

## Sistematica
La tribù comprende i seguenti generi e specie:
- Genere Chenonetta Brandt, 1836
  - Chenonetta jubata (Latham, 1802) - anatra arboricola australiana
- Genere Hymenolaimus G.R.Gray, 1843
  - Hymenolaimus malacorhynchos (J.F.Gmelin, 1789) - anatra blu
- Genere  Sarkidiornis Eyton, 1838
  - Sarkidiornis sylvicola von Ihering, H & von Ihering, R, 1907
  - Sarkidiornis melanotos (Pennant, 1769) - oca dal pettine
- Genere Pteronetta Salvadori, 1895
  - Pteronetta hartlaubii (Cassin, 1860) - anatra di Hartlaub
- Genere Cyanochen Bonaparte, 1856
  - Cyanochen cyanoptera (Rüppell, 1845) - oca aliazzurre
- Genere Marmaronetta Reichenbach, 1853
  - Marmaronetta angustirostris (Ménétries, 1832) - anatra marmorizzata
- Genere Asarcornis Salvadori, 1895
  - Asarcornis scutulata (Müller, S, 1842) - anatra arboricola alibianche
- Genere Rhodonessa Reichenbach, 1853
  - Rhodonessa caryophyllacea † (Latham, 1790) - anatra testarosa
- Genere Netta Kaup, 1829
  - Netta rufina (Pallas, 1773) - fistione turco
  - Netta peposaca (Vieillot, 1816) - fistione beccoroseo
  - Netta erythrophthalma (Wied-Neuwied, 1833) - fistione australe
- Genere Aythya Boie, 1822
  - Aythya valisineria (Wilson, A, 1814) - moriglione dorsotelato
  - Aythya americana (Eyton, 1838) - moriglione testarossa
  - Aythya ferina (Linnaeus, 1758) - moriglione eurasiatico
  - Aythya australis (Eyton, 1838) - moretta australiana
  - Aythya innotata (Salvadori, 1894) - moretta del Madagascar
  - Aythya baeri (Radde, 1863) - moriglione di Baer
  - Aythya nyroca (Güldenstädt, 1770) - moretta tabaccata
  - Aythya novaeseelandiae (J.F.Gmelin, 1789) - moretta della Nuova Zelanda
  - Aythya collaris (Donovan, 1809) - moretta dal collare
  - Aythya fuligula (Linnaeus, 1758) - moretta eurasiatica
  - Aythya marila (Linnaeus, 1761) - moretta grigia
  - Aythya affinis (Eyton, 1838) - moretta americana